# Live au Casino de Paris (album de Sheila)
 (mars 2018).
Si vous disposez d'ouvrages ou d'articles de référence ou si vous connaissez des sites web de qualité traitant du thème abordé ici, merci de compléter l'article en donnant les références utiles à sa vérifiabilité et en les liant à la section « Notes et références ».
Albums de Sheila
Solide
(2012) Venue d'ailleurs
Live au Casino de Paris 2017 est un album live de Sheila correspondant au spectacle Notre Histoire donné par cette artiste avec le groupe H Taag.
Il a été enregistré au Casino de Paris les 8 et 9 décembre 2017 et sorti le 27 avril 2018.

## Liste des titres
1. Kennedy Airport,
2. Le tam tam du vent,
3. Blancs jaunes rouges noirs,
4. Je suis comme toi,
5. Partir,
6. Johnny Sylvie Cloclo et moi,
7. Si je chante encore,
8. Pop Art,
9. Bang bang,
10. Medley Cajun (Le folklore américain, L'heure de la sortie, Enfin réunis, Prends la vie comme elle vient, Oncle Jo),
11. Emmenez-moi,
12. Belle journée,
13. Pour sauver l'amour,
14. L'écuyère,
15. Little darlin',
16. Tangue au,
17. Ooh la la,
18. Mélancolie,
19. Spacer,
20. Les rois mages,
21. Aimer avant de mourir.

## Crédits

### Le spectacle

#### Production du spectacle
- Titre : Notre Histoire
- Représentations : 8 et 9 décembre 2017, puis en tournée.
- Arrangements Musicaux : Eric Azhar.
- Chef d’Orchestre : Eric Azhar.
- Musiciens : Ralph Adam « The Voice » (Claviers), Eric Azhar (Guitares), Pierrick Lambert (Batterie) et Anthony Magloire La Grève (Guitares).
- Chœurs : Ralph Adam, Eric Azhar et Anthony Magloire La Grève.
- Sonorisation Salle : Régis Lethuillier.
- Sonorisation Retour : Paul Martin.
- Mise en Scène : Eric Azhar.
- Régie : Julien Lethuillier.
- Lumières : Stéphane Fritsch, Emmanuel Cordier et Alexandre Laurence.
- Poursuite : Carlos Monhay et Elisabeth Richard.
- Costumes (Sheila) : Jean-Claude Jitrois.
- Maquillage : Vesna Peborde-Estord.
- Styliste : Nathalie Baumgartner.
- Coiffure : Tom Marcireau (Carita).
- Producteur du spectacle: Produit par Stéphane Letellier-Rampon pour A.S.L.C Production et Joseph Arragone pour Gaya Production, avec Johanna Baroni (Direction de Production).

#### Programme
- Coiffure (Programme) : Tom Marcireau.
- Maquillage (Programme) : Guy Espitallier.
- Photos du Programme (Notre histoire…) : Christophe Boulmé.
- Conception du Programme : Christophe Boulmé pour S-Créations.
- Imprimerie Atelier Gutenberg à Carcassonne (11).

#### Vidéo du spectacle
- Réalisation (Paris-Première) : Laurent Brun.
- Assistant (Paris-Première : Alan Heudre.
- Sonorisation (Paris-Première) : Mallaury Maurice et Christophe Tassin.
- Assistant (Paris-Première) : Eliot Mouchart et Jean-François Volpoet.
- Technique : Charles Gratecap (Directeur Technique) et A.M.P Visual TV (Paris-Première).
- Assistante de Production : Océane Delaplace pour A.M.P Visual TV (Paris-Première).

### L’album
- Réalisation :
- Mixage :
- Assistant :
- Matériel :

## Production
- Édition album original :
  - Double CD  Warner 19029566404.7, date de sortie : 27 avril 2018.
  - DVD Warner 19029566404.0, Le DVD propose le concert capté en HD, mixé en 5.1 avec en bonus un making of de 20 minutes.
  - Blu Ray Warner 19029566404.6.

## Autour du spectacle
- Pour la première fois de la carrière de Sheila, ce concert est diffusé en direct à la télévision le 9 décembre 2017 sur Paris Première. Il est rediffusé sur C8 pendant les programmes de fin d'année 2018.

## Classement
| Pays          | Meilleure position |
| ------------- | ------------------ |
| Belgique      | 172                |
| France (SNEP) | 81                 |